# Morlincourt
Morlincourt – miejscowość i gmina we Francji, w regionie Hauts-de-France, w departamencie Oise.
Według danych na rok 1990 gminę zamieszkiwało 490 osób, a gęstość zaludnienia wynosiła 143 osoby/km² (wśród 2293 gmin Pikardii Morlincourt plasuje się na 542. miejscu pod względem liczby ludności, natomiast pod względem powierzchni na miejscu 1019.).